# Politique sectorielle des TIC
 (décembre 2023).
La mise en forme du texte ne suit pas les recommandations de Wikipédia : il faut le « wikifier ».
Les points d'amélioration suivants sont les cas les plus fréquents. Le détail des points à revoir est peut-être précisé sur la page de discussion.
- Les titres sont pré-formatés par le logiciel. Ils ne sont ni en capitales, ni en gras.
- Le texte ne doit pas être écrit en capitales (les noms de famille non plus), ni en gras, ni en italique, ni en « petit »…
- Le gras n'est utilisé que pour surligner le titre de l'article dans l'introduction, une seule fois.
- L'italique est rarement utilisé : mots en langue étrangère, titres d'œuvres, noms de bateaux, etc.
- Les citations ne sont pas en italique mais en corps de texte normal. Elles sont entourées par des guillemets français : « et ».
- Les listes à puces sont à éviter, des paragraphes rédigés étant largement préférés. Les tableaux sont à réserver à la présentation de données structurées (résultats, etc.).
- Les appels de note de bas de page (petits chiffres en exposant, introduits par l'outil «  Source ») sont à placer entre la fin de phrase et le point final[comme ça].
- Les liens internes (vers d'autres articles de Wikipédia) sont à choisir avec parcimonie. Créez des liens vers des articles approfondissant le sujet. Les termes génériques sans rapport avec le sujet sont à éviter, ainsi que les répétitions de liens vers un même terme.
- Les liens externes sont à placer uniquement dans une section « Liens externes », à la fin de l'article. Ces liens sont à choisir avec parcimonie suivant les règles définies. Si un lien sert de source à l'article, son insertion dans le texte est à faire par les notes de bas de page.
- La présentation des références doit suivre les conventions bibliographiques. Il est recommandé d'utiliser les modèles {{Ouvrage}}, {{Chapitre}}, {{Article}}, {{Lien web}} et/ou {{Bibliographie}}. Le mode d'édition visuel peut mettre en forme automatiquement les références.
- Insérer une infobox (cadre d'informations à droite) n'est pas obligatoire pour parachever la mise en page.

Pour une aide détaillée, merci de consulter Aide:Wikification.
Si vous pensez que ces points ont été résolus, vous pouvez retirer ce bandeau et améliorer la mise en forme d'un autre article.
La Politique sectorielle des TIC est une formulation des orientations stratégiques que le gouvernement d'un pays décide de mettre en œuvre pour développer l'utilisation des technologies de l'information et de la communication (TIC) visant à assurer le développement économique et social du pays. Une politique sectorielle des TIC consiste à :

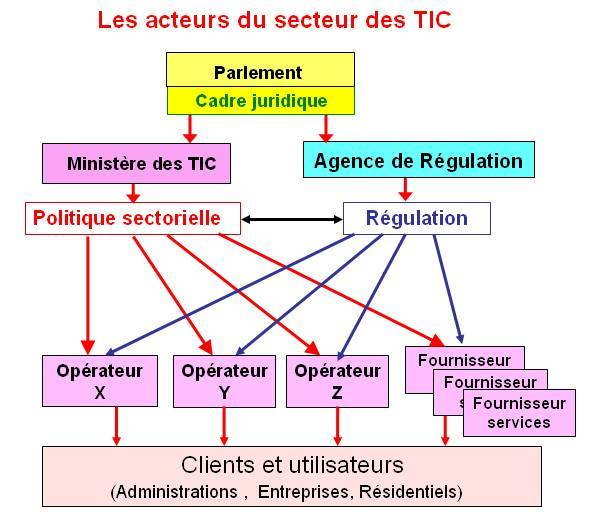
Relations entre les acteurs du secteur des TIC

- préparer en relation avec le Parlement la mise à jour du cadre juridique et réglementaire en tenant compte de l’évolution des technologies de l’information et de la communication, en particulier de l’impact de la convergence de ces technologies et  des obligations ou recommandations venant des institutions internationales ;
- définir des objectifs de diffusion et d’utilisation des services des TIC;
- définir et mettre en œuvre des plans d’action pour atteindre ces objectifs ;
- encourager les investissements dans les infrastructures, favoriser le partage des infrastructures entre les opérateurs concurrents et assurer un usage rationnel de ces infrastructures ;
- favoriser le développement de fournisseurs de services locaux, en particulier pour défendre la culture et l'usage des langues nationales ;
- mettre en œuvre la mission de service et d'accès universel selon les obligations réglementaires ;
- définir et mettre en œuvre un système d'évaluation et de suivi de ces plans d'action.

Les institutions internationales recommandent d'impliquer les parties prenantes du secteur des TIC (opérateurs, fournisseurs de service, société civile, représentants des consommateurs et usagers) par une démarche participative et une concertation effective pour établir la Politique sectorielle des TIC.
La politique sectorielle doit être distinguée de la réglementation des communications électroniques (ou réglementation des télécommunications) qui consiste à définir, dans le domaine des communications électroniques, les lois qui sont du ressort du Parlement et les décrets et les arrêtés qui sont du ressort du Gouvernement.
La politique sectorielle doit être distinguée de la régulation des communications électroniques qui consiste à veiller au respect de la réglementation par les opérateurs et fournisseurs de service. La régulation est du ressort d'une autorité de régulation (obligatoirement indépendante de toute influence des opérateurs et fournisseurs et en principe indépendante du Gouvernement).

## Terminologie
Le terme de Politique sectorielle des télécommunications était généralement utilisé dans le passé, car ce secteur faisait l'objet d'institutions et d'entreprises spécifiques.
Le terme de Politique sectorielle des TIC correspond à une extension du champ d'application de cette politique sectorielle aux technologies de l'information et de la communication (TIC) qui intègrent les télécommunications, l'informatique, l'Internet et l'audiovisuel avec la convergence numérique. Cette extension est inévitable, compte tenu de la profonde interaction entre les projets relatifs aux télécommunications, à l'informatique, aux services Internet et à la diffusion de la radio et de la télévision.
Le terme "politique" est utilisé avec le sens du mot anglais "policy" et non pas "politics" chaque fois qu'il s'agit de "Politique sectorielle". Par contre le mot politique sera pris avec le sens du mot anglais "politics" lorsqu'il est question des "autorités politiques".

## Historique
Jusqu'aux années 1990, la politique sectorielle des télécommunications était mise en œuvre directement par les opérateurs historiques selon les directives du ministère chargé des télécommunications. Ces opérateurs historiques bénéficiaient généralement de monopole pour le réseau fixe et parfois pour l'ensemble des services.
Les pays industrialisés avaient progressivement satisfait la demande pour le service téléphonique avec des programmes pluriannuels d'extension et de modernisation des infrastructures de télécommunications. Par contre, les pays en développement, et surtout les PMA (Pays les moins avancés), souffraient d'une grave insuffisance d'infrastructures de télécommunications et cela constituait un handicap majeur pour le développement économique et social de ces pays. Avec la libéralisation du marché des télécommunications et l'introduction de la concurrence dans la plupart de tous les pays, l'élaboration et la mise en œuvre de la politique sectorielle des TIC s'est complexifiée en raison du nombre croissant de parties prenantes. Mais le besoin de formuler des orientations claires pour le développement du secteur des TIC devenait de plus en plus important à l'ère de la société de l'information. Aussi, les institutions internationales et régionales ont élaboré un ensemble de projets visant à aider ces pays à établir leur politique sectorielle des télécommunications.
L’APC, Association pour le progrès des communications, est une organisation non gouvernementale regroupant de nombreux experts travaillant dans le domaine des communications au service des pays en développement. L’APC a élaboré un document présentant tous les principes et mécanismes utiles à la mise à jour des politiques sectorielles.
L’Union internationale des télécommunications (UIT) a soutenu le projet d'harmonisation des politiques sectorielles des TIC dans la CEDEAO. Ce projet a débouché sur l'élaboration de six Actes Additionnels de la CEDEAO qui ont été signés le 19 janvier 2007 à Ouagadougou par tous les chefs d’État de la CEDEAO et qui sont publiés sur le site de la CEDEAO. Ces Actes ont été transposés dans presque toutes les lois nationales des pays de la CEDEAO et cette transposition est en cours d’achèvement. L’Acte additionnel A/SA/1/01/07 est relatif à l'harmonisation des politiques et du cadre réglementaire du secteur des technologies de l'information et de la communication (TIC).
La Commission européenne (CE) et l'Union internationale des télécommunications (UIT) ont élaboré un projet intitulé « Soutien à l’adoption de politiques harmonisées pour le marché des TIC dans les pays ACP », qui est une composante du programme « ACP-Information and Communication Technologies » dans le cadre du 9e Fonds européen de développement (FED). Ce projet est composé de trois sous-projets : l’Afrique subsaharienne (HIPSSA), les Caraïbes (HIPCAR) et les États Insulaires du Pacifique (ICB4PIS).

## Objectifs de la politique sectorielle
L’article 5 de l’Acte Additionnel  A/SA/1/01/07 de la CEDEAO définit les objectifs de la politique sectorielle des TIC. Les points essentiels de cet article sont les suivants:
- Accroissement des services existants et de l’offre de nouveaux services et nouvelles installations.
- Fourniture de services abordables, largement diffusés et de première qualité.
- Fourniture de l’accès aux TIC en appliquant le principe de la neutralité technologique sur l’ensemble des territoires des États membres et à toute leur population.
- Élaboration et mise en place de politiques et de programmes d'accès universel appropriés.
- Attraction de l’investissement dans le secteur.
- Encouragement aux innovations, au développement et à l’utilisation de nouvelles technologies.
- Garantie d’une utilisation optimale des ressources limitées du pays, comme le spectre radioélectrique et la numérotation.
- Promotion du partage de l'information, de la transparence et de la responsabilité.
- Développement de l’expertise nationale et régionale dans le développement, la mise en place et la gestion des TIC.
- Promotion et accroissement de l’utilisation des TIC  en procurant  aux individus et aux organisations un niveau minimal de connaissances en la matière ainsi qu’une bonne formation dans ce domaine.
- Aide à la compréhension de la technologie de l'information, de son développement et de son impact multidisciplinaire.

## Cinquième Forum mondial des politiques de télécommunication/TIC
Le cinquième forum mondial sur la politique sectorielle des télécommunications et TIC a été organisé par l’Union internationale des télécommunications (UIT) du 14 au 16 mai 2013 à Genève. Ce Forum a rassemblé plus de 900 délégués, représentant 126 États Membres, 49 Membres de Secteur et cinq institutions des Nations unies ainsi que 37 membres du public. Ce forum a permis aux spécialistes internationaux d’échanger des vues sur les principales questions de politique découlant de l'évolution rapide des technologies de l'information et de la communication (TIC) d'aujourd'hui environnement. Au cours de la réunion préparatoire du 13 mai 2013, les participants de ce forum sont convenus d'une manière générale que l'accès à l'Internet et l'accès au large bande (ou haut débit)sont effectivement des besoins humains fondamentaux, même si certains sont allés plus loin en les qualifiant de droits fondamentaux. Les recommandations finales des participants de ce forum sont les suivantes :
- Promouvoir l'utilisation des points d'échange internet (points d'échange internet) comme solution à long terme pour améliorer la connectivité.
- Promouvoir un environnement propice à la croissance et au développement accrus de la connectivité large bande.
- Promouvoir le renforcement des capacités pour le déploiement du protocole IPV6.
- Promouvoir l'adoption du protocole IPv6 et le passage du protocole IPv4 au protocole IPv6.
- Appuyer une approche multi-parties prenantes pour la gouvernance de l'Internet.
- Appuyer la mise en œuvre du processus de renforcement de la coopération.

## Contenu d'une Déclaration de Politique sectorielle des TIC
Les sous-sections suivantes de cette section sont constituées des thèmes qui sont contenus le plus fréquemment dans les documents présentant les politiques sectorielles citées en exemple dans la section suivante (Exemples de Déclarations de politique sectorielle des TIC)

### Préparation de la mise à jour du cadre juridique
Mettre à jour le cadre juridique pour prendre en compte la convergence des services et la convergence des technologies. C’est un préalable aux piliers stratégiques suivants. Il faut faire évoluer certains régimes juridiques pour favoriser l’émergence de nouveaux fournisseurs de services sans multiplier les duplications d’infrastructures. Certaines obligations réglementaires doivent être modifiées pour mieux tirer profit des nouvelles technologies. La convergence des technologies a rendu complètement obsolètes certaines distinctions de services utilisées dans les textes antérieurs. Les règles de concurrence loyale doivent être revues en fonction des nouveaux éléments déterminant la puissance d’un opérateur ou d’un fournisseur de services

### Modernisation et renforcement des institutions nationales
Il faut clarifier le rôle des parties prenantes dans le nouvel environnement où apparaissent de nouveaux acteurs dans la chaîne de valeur des nouveaux services. Les décideurs politiques et l’autorité de régulation doivent jouer un rôle de facilitateur vis-à-vis des opérateurs de réseaux et des fournisseurs de service.

### Développement des infrastructures des télécommunications
L’entrée de nouveaux investisseurs doit être facilitée pour étendre et moderniser les réseaux, pour élargir la gamme des services offerts aux utilisateurs et pour augmenter la diffusion de ces services. Les technologies les plus récentes doivent être utilisées pour optimiser les infrastructures au niveau national. Cela doit permettre une réduction durable des coûts au niveau de l’utilisateur final. Il faut éviter les duplications injustifiées d’infrastructures tout en garantissant une disponibilité satisfaisante par une diversité calculée des accès.

### Développement de l’utilisation des services
Développer l’utilisation des services fixes, mobiles et Internet. Les services Internet à haut débit les accès doivent être abordables

### Développer les applications et contenus locaux
Développer les applications et contenus locaux. De nouvelles petites structures commerciales locales doivent être favorisées pour développer des contenus pour la promotion de la culture nationale et des langues locales.

### Renforcer les capacités des utilisateurs des TIC
Renforcer les capacités des utilisateurs par un soutien à la formation des utilisateurs potentiels des services des TIC, en particulier pour les petites entreprises traditionnelles et les ménages à faibles revenus. Des compétences locales doivent être développées pour tous les nouveaux métiers dans le secteur des TIC (administrateurs de réseaux locaux et créateurs de sites web par exemple).

### Mise en œuvre les plans d’action pour le service universel
Mettre en œuvre les plans d’action pour le service universel pour réduire la fracture nationale intérieure au pays entre zones urbaines et zones rurales. Les services Internet à haut débit font partie des services concernés par le service universel avec un planning spécifique selon les types de zone.

## Exemples de Déclarations de politique sectorielle des TIC
```
: Algérie
[
10
]
.
```

Australie.
Bénin ,.
Burundi.
Cameroun.
Comores.
Djibouti.
Égypte.
France.
Ghana
Kenya.
Jordanie.
Maroc ,.
Maurice.
Mauritanie.
Nigeria ,
Nouvelle-Zélande.
Qatar.
RCA, République centrafricaine (RCA).
RDC, République démocratique du Congo.
Rwanda.
Sénégal.
Seychelles.
Tanzanie.

## Mise en œuvre de la Politique Sectorielle des TIC

### Démarche participative
Une démarche participative est indispensable pour que les recommandations proposées dans cette Déclaration de Politique des TIC soient effectivement mises en œuvre par les parties concernées, car Gouvernement n’a pas d’autorité directe sur les différents acteurs du secteur des TIC en dehors des institutions nationales. Toutes les parties prenantes du secteur des TIC sont invitées à fournir leur avis sur les dossiers en cours d’étude et sur les projets de textes réglementaires. Le Ministère et l’Autorité de Régulation doivent en tenir compte et y répondre afin qu’un véritable dialogue soit réalisé.
Une démarche participative et une consultation publique permettent aux autorités politiques de tenir compte du point de vue des différentes catégories sociales et professionnelles sur leurs besoins prioritaires et d’assurer une compréhension commune des orientations stratégiques et des plans d’action. La politique sectorielle des TIC sera alors mieux adaptée aux réalités du marché. La démarche participative est aussi utilisée pour déterminer les valeurs des indicateurs caractérisant les objectifs de la politique sectorielle des TIC.
Le Ministère et l’Autorité de Régulation doivent promouvoir les TIC dans des groupes de travail, des séminaires, des événements médiatiques et des projets pilotes pour et démontrer les avantages pratiques des TIC. Le Ministère et l’Autorité de Régulation doivent assurer la participation des responsables politiques locaux dans ces évènements pour obtenir leur implication et leur soutien dans la réalisation des plans d’action au niveau local.

### Démarche itérative
Une politique sectorielle des TIC se met en œuvre dans un processus itératif. C’est à partir de l’analyse des résultats obtenus au cours des années précédentes que les objectifs et les stratégies sont déterminés pour la nouvelle période considérée dans la Déclaration de Politique Sectorielle des TIC

### Transparence
Les institutions internationales recommandent que les différentes étapes de la préparation et de l'élaboration d'une Déclaration de politique sectorielle des TIC soient faites dans la plus grande transparence pour obtenir une confiance de la part des citoyens et pour faciliter la mise en œuvre de cette politique. Par exemple, la CEDEAO recommande dans l'article 6 de l'Acte Additionnel A/SA/1/01/07:
Les procédures transparentes de prises de décision qui consistent à :
Adopter des procédures de prise de décision et d’élaboration de règlements en matière de politique et réglementation des TIC qui soient transparentes.
Procéder à une consultation publique, afin de s’assurer d’un processus de prise de décision et d’élaboration de règlements transparent.

## Évaluation et suivi de la politique sectorielle des TIC
Présentation des éléments suivants :
Les objectifs particuliers
Les actions prioritaires.
Les indicateurs caractérisant le niveau de réalisation des objectifs

### Indicateurs caractérisant le niveau de développement du secteur des TIC
Une Déclaration politique sectorielle des TIC propose une liste d’indicateurs pour suivre la mise en œuvre de la politique sectorielle des TIC. Des cibles de niveaux de performance doivent être définies pour chaque année de la période considérée dans la Déclaration.
Certains indicateurs correspondent à des obligations réglementaires pour la couverture géographique et la qualité de service fournies par les opérateurs de réseaux. Les valeurs cibles correspondant à ces indicateurs sont contenues dans les cahiers des charges associés aux licences. La valeur de l’indicateur donnée au niveau national doit être cohérente avec les valeurs contenues dans les cahiers des charges des licences, sinon une révision des cahiers des charges doit être faite. Les autres indicateurs utilisés pour caractériser les objectifs de la politique sectorielle n’ont pas de valeur coercitive. Ils sont utilisés dans une démarche participative de tous les acteurs concernés par le secteur des TIC pour une meilleure coordination des activités dans l’intérêt général.
É

### Étalonnage
Une évaluation comparative sur les indicateurs recommandés par l’UIT est très utile pour situer les points forts et les points faibles du pays par rapport aux autres pays de la région. Les comparaisons internationales sur les indicateurs sont pertinentes seulement si les données correspondant à ces indicateurs ont été collectées et traitées conformément aux définitions de l’UIT.

### Enquête sur l’e-readiness
Une enquête sur l’e-readiness (préparation et empressement à l’utilisation de TIC) est un outil utile pour déterminer les freins à une effective utilisation des TIC dans les entreprises, administrations et dans les ménages. L’e-readiness est basé sur des indicateurs dont les valeurs ne sont pas disponibles dans les systèmes d’informations des opérateurs contrairement aux indicateurs sur les infrastructures et les accès aux services des TIC. C’est pour cela que des enquêtes doivent être réalisées sur le terrain auprès d’un échantillon représentatif d’entreprises, d’administrations et de ménages. Les indicateurs qui seront utilisés dans ces enquêtes doivent être compatibles avec la liste des indicateurs fournis dans le document « INDICATEURS FONDAMENTAUX RELATIFS AUX TIC » réalisé par le Partenariat sur la mesure des TIC au service du développement".

## Exemples d'analyse des politiques sectorielles des TIC
IST – Africa, une organisation regroupant plusieurs pays africains, a élaboré un document présentant l’analyse des politiques sectorielles des TIC dans plusieurs pays africains (Botswana, Burundi, Cameroun, Kenya, Lesotho, Maurice, Mozambique, Namibie, Sénégal, Afrique du Sud, Tanzanie, Ouganda) en vue de dégager les meilleures pratiques mise en œuvre dans certains pays et qui seront ensuite recommandées aux autres pays.
L’organisation ROCARE (Le Réseau Ouest et Centre Africain de Recherche en Education)  regroupe des experts et des universitaires spécialisés dans l’éducation, la diffusion des connaissances et dans l’utilisation des nouvelles technologies pour la société de l’information. Cette organisation a réalisé une analyse des politiques sectorielles des TIC dans 27 pays africains. (Bénin, Botswana, Burkina Faso, Cameroun, République centrafricaine, Comores, République du Congo, Côte d'Ivoire, Égypte, Éthiopie, Gambie, Ghana, Guinée, Kenya, Liberia, Madagascar, Malawi, Mali, Maroc, Mozambique, Namibie, Niger, Nigeria, Rwanda, Sénégal, Tanzanie, Ouganda et Zambie). Cette étude met en évidence les principaux problèmes auxquels se heurtent les pays africains : insuffisance des infrastructures et des accès aux réseaux de télécommunications, insuffisance des ressources humaines. Cette étude propose des recommandations visant à intensifier les partenariats avec des investisseurs locaux et étrangers et de développer les projets en relation avec des organisations internationales. Cette étude montre aussi le besoin de mettre à jour les cadres juridiques et réglementaires, et de moderniser les institutions concernées par les TIC pour motiver les investisseurs, faciliter la formation des ressources humaines, et produire un environnement favorable et sécurisé.
Exemple d'analyse des résultats de la politique sectorielle des TIC en Tanzanie.

## Objectifs d'un Plan National de développement des TIC: Exemple de l'Allemagne
Le Gouvernement fédéral de l'Allemagne a élaboré un Plan National de développement des TIC dont les objectifs sont les suivants :
Objectifs de l'Allemagne Numérique 2015
- Renforcer la compétitivité par l'utilisation des TIC dans tous les segments du processus économique.
- Développer les infrastructures et les réseaux numériques pour relever les défis futurs.
- Sauvegarder les droits protégés et personnels des utilisateurs dans l'Internet du futur et dans l'utilisation des nouveaux médias.
- Intensifier la recherche et le développement dans le secteur des TIC et accélérer l'application (/transposition)  des résultats de R & D en produits et services commercialisables
- Renforcer l'éducation de base, postscolaire et continue pour assurer la formation des compétences dans le traitement des nouveaux médias
- Utiliser de manière cohérente les TIC pour faire face aux problèmes sociaux, y compris la durabilité et la protection du climat, la santé, la mobilité, l'administration et l'amélioration de la qualité de vie des citoyens

## Objectifs d'un Plan National de développement des TIC: Exemple des États-Unis
Le Gouvernement des États-Unis a élaboré un Plan national sur les TIC aux États-Unis: "CONNECTING AMERICA: THE NATIONAL BROADBAND PLAN". Ce Plan est centré sur le développement du haut débit. Le document présentant ce plan est disponible sur Internet.
Les objectifs, définis dans le chapitre 2 de ce document, sont les suivants:
Objectifs à long terme du Plan National américain sur le haut débit:
- Objectif n ° 1 : Au moins 100 millions de foyers américains devraient avoir un accès abordable à des vitesses de téléchargement descendant  réelles d'au moins 100 mégabits par seconde et des vitesses de téléchargement ascendant réelles d'au moins 50 mégabits par seconde.
- Objectif n ° 2 : Les États-Unis devrait être en position de leader mondial dans l'innovation mobile, avec les réseaux sans fil les plus rapides et les plus vastes de toutes les nations.
- Objectif n ° 3 : Chaque Américain devrait avoir un accès abordable aux services à haut débit de qualité, et les moyens et les compétences nécessaires pour souscrire s'ils le souhaitent.
- Objectif n ° 4 : Chaque communauté américaine devrait avoir un accès abordable au service à haut débit d’au moins 1 gigabit par seconde pour relier les institutions telles que les écoles, les hôpitaux et les bâtiments gouvernementaux.
- Objectif n ° 5 : Pour assurer la sécurité du peuple américain, chaque premier intervenant doit avoir accès à un réseau sans fil, le réseau à large bande à l'échelle nationale, l'interopérabilité de la sécurité publique.
- Objectif n ° 6 : Pour que l'Amérique assure une position de leader dans l'économie de l'énergie propre, chaque Américain devrait être en mesure d'utiliser le haut débit pour suivre et gérer leur consommation d'énergie en temps réel.